# Carlos Guirland
Carlos Alberto Guirland Báez (San Ignacio, 18 de setembro de 1961) é um ex-futebolista paraguaio. 

## Carreira
Carlos Guirland representou a Seleção Paraguaia de Futebol nas Copa América de 1989 e 1991.